# تپه کمر سیاه علیا
تپه کمر سیاه علیا مربوط به عصر برنز - دوره اشکانیان - سده‌های اولیه دوران‌های تاریخی پس از اسلام است و در شهرستان سلسله، بخش مرکزی، دهستان قلعه مظفری، روستای کمر سیاه علیا واقع شده و این اثر در تاریخ ۲۲ اسفند ۱۳۸۵ با شمارهٔ ثبت ۱۸۲۵۶ به‌عنوان یکی از آثار ملی ایران به ثبت رسیده است.